# A Brand You Can Trust
Albums de La Coka Nostra
Masters of the Dark Arts
(2012)
A Brand You Can Trust est le premier album studio du collectif La Coka Nostra, sorti le 14 juillet 2009.

## Liste des titres
| No  | Titre                                                         | Contient un (des) sample(s) de | Durée |
| --- | ------------------------------------------------------------- | --- | ----- |
| 1.  | Bloody Sunday (featuring Big Left & Sen Dog)                  | | 3:13  |
| 2.  | Get You By                                                    | | 4:01  |
| 3.  | Bang Bang (featuring Snoop Dogg)                              | | 3:31  |
| 4.  | The Stain (featuring Everlast)                                | | 5:21  |
| 5.  | I'm an American (featuring B-Real)                            | The Star-Spangled Banner de Francis Scott Key et John Stafford Smith The Good Lord Knows des Four Tops The Watergate Tapes (Orlando, November 17, 1974) de Richard Nixon A Bullet Never Lies d'Ill Bill featuring Vinnie Paz | 4:00  |
| 6.  | Brujeria (featuring Sick Jacken)                              | | 2:41  |
| 7.  | Once Upon a Time                                              | Children's Story de Slick Rick | 3:20  |
| 8.  | Cousin of Death                                               | | 4:18  |
| 9.  | Choose Your Side (featuring Bun B)                            | Mujhe Maar Daalo de Laxmikant-Pyarelal | 4:23  |
| 10. | Hardcore Chemical                                             | | 3:24  |
| 11. | Soldier's Story (featuring Sick Jacken)                       | | 3:51  |
| 12. | Gun In Your Mouth                                             | Kick in the Door de The Notorious B.I.G. | 3:39  |
| 13. | Nuclear Medicinemen (featuring Immortal Technique & Q-Unique) | Mi Manera De Amar de Nelson Ned Survival of the Fittest de Mobb Deep | 4:38  |
| 14. | That's Coke                                                   | I'm Not to Blame de Bobby Byrd Microphone Fiend d'Eric B. and Rakim | 3:09  |
| 15. | Fuck Tony Montana (featuring B-Real & Sick Jacken)            | | 4:24  |